# Koni De Winter
Koni De Winter (* 12. Juni 2002 in Antwerpen) ist ein belgischer Fußballspieler. Der Verteidiger steht aktuell beim italienischen Verein AC Mailand unter Vertrag und ist belgischer Nationalspieler.

## Karriere

### Verein
De Winter begann seine fußballerische Ausbildung bei den City Pirates Antwerpen. 2015 wechselte er für ein Jahr in die Jugend des Lierse SK. Anschließend spielte er zwei Jahre beim SV Zulte Waregem. Von 2018 bis 2021 stand er in der Jugendakademie von Juventus Turin unter Vertrag. In der Saison 2018/19 spielte er dort 23 Mal für die U17, wobei er auch einmal treffen konnte. In der Folgesaison spielte er bei der U19 zehn Ligaspiele und zweimal in der UEFA Youth League. In der Spielzeit 2020/21 war er Stammspieler bei der U19, spielte 26 Mal, stand aber auch schon im Spieltagskader für die Profis in der UEFA Champions League. Am 29. August 2021 (1. Spieltag) gab De Winter sein Profidebüt in der Serie C für die zweite Mannschaft, als er gegen die US Pergolettese 1932 über 90 Minuten spielte. Am 27. Oktober 2021 (8. Spieltag, nachgeholt) schoss er beim 1:1-Unentschieden gegen Piacenza Calcio seinen Debüttreffer in der Zweitmannschaft.
Sein Debüt für die erste Mannschaft gab er am 23. November 2021 in der Königsklasse nach Einwechslung gegen den FC Chelsea. Am 8. Dezember folgte noch ein zweiter Champions-League-Einsatz gegen Malmö FF; in der nationalen Liga blieb er für die Turiner jedoch ohne Einsatz.
Am 9. Juli 2022, am selben Tag, an dem seine Vertragsverlängerung mit Juventus bekannt gegeben wurde, wurde De Winter für die Saison 2022/23 an den FC Empoli ausgeliehen. Für den Verein bestritt er 14 Ligaspiele in der Serie A.
Im Sommer 2023 wechselte De Winter zunächst ebenfalls auf Leihbasis zum CFC Genua, der ihn nach Ablauf der Leihe ein Jahr später fest verpflichtete.
Mitte August 2025 wechselte De Winter ligaintern zur AC Mailand und unterschrieb dort einen Vertrag bis Sommer 2030.

### Nationalmannschaft
De Winter spielte von 2017 bis 2023 für diverse Juniorenteams Belgiens insgesamt 28 Mal, wobei er ein Tor erzielen konnte. Zuletzt war er von Oktober 2021 bis November 2023 für die U21-Nationalmannschaft aktiv. Mit dieser Auswahlmannschaft nahm er an der U21-Europameisterschaft 2023 teil und stand dort bei allen drei Gruppenspielen in der Startelf. Nach zwei Unentschieden und einer Niederlage gegen Portugal endete das Turnier für Belgien bereits in der Gruppenphase.
Im März 2024 berief ihn Domenico Tedesco erstmals in den Kader der belgischen A-Nationalmannschaft, in der De Winter beim folgenden Freundschaftsspiel gegen Irland sein Debüt feierte. Bei der drei Monate nach seinem Debüt ausgetragenen Europameisterschaft 2024 stand er nicht im belgischen Aufgebot.